# 安全、健全、合意に基づく
本稿では、BDSM文化におけるスローガンである「安全、健全、合意に基づく」（あんぜん けんぜん ごういにもとづく、または「安全で、正気で、合意に基づく」など、英: Safe, Sane, and Consensual、セーフ・セイン・アンド・コンセンシュアル、略称SSC）について解説する。
BDSMの実践にあたっての原則として、BDSMは参加者全員の十分な理解に基づいた合意のもとに行われなくてはならない。アメリカ合衆国の S/M実践者（スレイヴ）であるデイビット・シュタイン（slave david stein）によれば、この用語は、1983年8月に提出された「ゲイSMアクティヴィスト」（GMSMA、英: Gay Male S/M Activists）委員会の報告書において初めて使用された。1980年代後半以降、多くのBDSMの実践者や組織によって用いられ、アメリカ合衆国国外のBDSMコミュニティにも広まることとなった。この用語が採用された背景には、BDSMコミュニティが外部から受けていた犯罪化・病理化への圧力があった。

## BDSMコミュニティ内での位置づけ
SSCとは、（実践における）すべてが安全な行動に基づいており、参加者全員がその行為にあたり十分に正気であり、なおかつ参加者全員が同意していることを意味する。この考えは、BDSMが双方の合意によるものであり、性的暴行・家庭内暴力といった犯罪とBDSMを法的・倫理的に区別するものである。
BDSMの実践者のなかには、SSCとは異なった行動規範を好む人々もいる。「Risk-aware consensual kink」（「危険性を認識した同意的キンク」、略称RACK）と称される規範においては、参加する「個々人」の責任についてSCCよりも重点をおいており、参加者一人ひとりが自身の幸福・満足に責任を持つことが求められる。RACKの支持者は、SSCがリスクについての議論を妨げうると主張する。なぜならば、BDSMにおけるいかなる行為も真に「安全」なものとは言えず、低リスクな可能性についても議論することこそが真に「十分な理解に基づいた同意」のために欠かせないためである。
それでも、他のBDSM実践者のなかには「Personal Responsibility, Informed, Consensual Kink」（「個人の責任、十分な理解、合意に基づくキンク」、略称PRICK）と称される行動規範を好むものもいる。この規範はRACKの発展形として受け止められている。PRICKは、BDSMコミュニティに属する人々から生じた「ある行為や行動に伴う潜在的なリスクについて知らされていない場合、人は本当に同意することができるのか」という疑問に応じるかたちで発展したものである。すべての実践者は各々の性的倒錯行為に対して責任を負うべきであることについて、PRICKは明確にしている。ここでの「十分な理解」が意味する（または、ほのめかしている）のは、「あなた自身に何が起こりうるか──リスクを含む全て──を理解している」ということである。PRICKは「あなたが自己の嗜好に対して個人的責任を負い、かつ十分な理解を伴う状態にあれば、今度こそあなたは真に同意することができる」と考える。
PRICK同様、「Safe, Sane, Informed, Consensual, Kink」（「安全、健全、十分な理解、同意、キンク」、略称 SSICK）は、上記のスタンスすべてを組み込んだものであり、虐待や他者の安寧の侵害を防ぐ。安全と正気とは、参加者らとその嗜好のもとでの客観的な「合理的な人間」の基準である。これは、参加者による選択と決定がもたらす予見可能・予見不可能な結果に対する、双方の相互責任に立脚したものである。十分な理解とは、参加者自身および他の参加者の自己認識に関する主観的な判断である。同意とは、継続的な選択行為に付随する。例えば、参加者が自身の振る舞い方について選択する権限を他者に委任することや、委任された権限を行使する際に信認義務を受け入れること（他者の利害を自分の利害よりも優先すること）、または、明示された境界のなかでのみ交流を図ることである。よくみられる誤解のひとつに、参加者は彼個人の権力を放擲できるというものがある。これは一般的に合意のない合意と呼ばれ、単なる虐待にほぼ等しい。すべての人は常に、どのBDSMの相互作用に関しても、いついかなるときであっても同意を修正するという固有かつ不可分な権限を持つ。